# Euphonia xanthogaster
Euphonia xanthogaster là một loài chim trong họ Fringillidae.